# Circus Lupus
Circus Lupus — американський пост-хардкор гурт, з Вашингтона, округ Колумбія. Гурт існував у 1990-1993 роках.

## Історія
Гурт Circus Lupus був створений навесні 1990 року у Медісоні, штат Вісконсін.
Під час навчання в школі колишній басист гуртів Ignition і Soul Side, Кріс Томсон (Chris Thomson), познайомився з гітаристом Крісом Гемлі (Chris Hamley) та барабанщицею Арікою Кейсболт (Arika Casebolt).
Назва «Circus Lupus» навіяна телевізійним рекламним роликом SCTV про «Circus Lupus, the Circus of Wolves», мандрівний цирк вовків, із зображеннями вовків на трапеціях-гойдалках та інших циркових пристроях.
Спочатку на бас-гітарі грав Рег Шрейдер (Reg Shrader). Його замінив Сет Лорінчі (Seth Lorinczi), коли гурт переїхав з Медісона до Вашингтона. Цей склад залишався разом до літа 1993 року.
У 1990 році гурт випустив 7" сингл Tightrope Walker / Chinese Nitro на лейблі Cubist Production, Піттсбург.
У 1992 році вийшов розділений з гуртом Trenchmouth 7" сингл Sea Of Serenity / Heathen (лейбли Skene!, Dischord Records).
На незалежному лейблі  Dischord Records гурт випустив два повноформатних альбоми та 7" сингл:
- альбом Super Genius (1992 рік),[2]
- 7" сингл Circus Lupus (1992 рік), продюсер Джоан Джетт (Joan Jett) — це була одна з перших продюсерських робіт Джетт після того, як вона прийшла в Dischord Records з гурту The Germs,
- альбом Solid Brass (1993 рік).

Влітку 1993 року гурт Circus Lupus розпався.
Учасники гурту брали участь в інших проектах, у тому числі в релізах, випущених на чиказькому незалежному лейблі Southern Records.
Аріка Кейсболт (барабани), Сет Лорінці (бас), Кріс Хемлі (гітара, вокал) виступали в гурті Antimony. У 1995 році гурт Antimony випустив повноформатний альбом на лейблі Double Deuce Records (Нью-Йорк).
Пізніше Кріс Томсон разом з колишніми учасниками гурту ex-Fidelity Jones, Дагом Е. Бердом (Dug E. Bird) і Джеррі Бушером (Jerry Busher) створити новий гурт під назвою Las Mordidas.
Через кілька років Кріс Томсон і Кріс Хемлі об'єдналися, щоб створити гурт Monorchid, який співпрацював з незалежними лейблами Dischord Records і Simple Machines Records.
Сет Лорінці переїхав до Сан-Франциско в 2000-х, створивши гурт The Quails разом з Джен Сміт (Jen Smith) і Джуліанною Брайт (Julianna Bright) і випустивши три компакт-диски.

## Склад гурту
- Кріс Томсон (Chris Thomson): вокал (1990–1993)
- Аріка Кейсболт (Arika Casebolt): ударні (1990–1993)
- Кріс Хемлі (Chris Hamley): гітара (1990–1993)
- Сет Лорінці (Seth Lorinczi): бас (1991–1993)
- Рег Шрейдер (Reg Shrader): бас (1990–1991)

## Дискографія

### Альбоми
- Super Genius (1992)
- Solid Brass (1993)

### Сингли
- Tightrope Walker / Chinese Nitro 7-inch (1990, Cubist)
- Sea Of Serenity / Heathen split 7-inch w/Trenchmouth (1992, Skene!, Dischord)
- Circus Lupus 7-inch (1992, Dischord)

## Дивись також
- Math rock